# Sheng
El sheng és un instrument musical polifònic de llengüeta lliure provinent de la Xina. Consisteix en una sèrie de tubs verticals en els quals el músic bufa a través d'una embocadura.

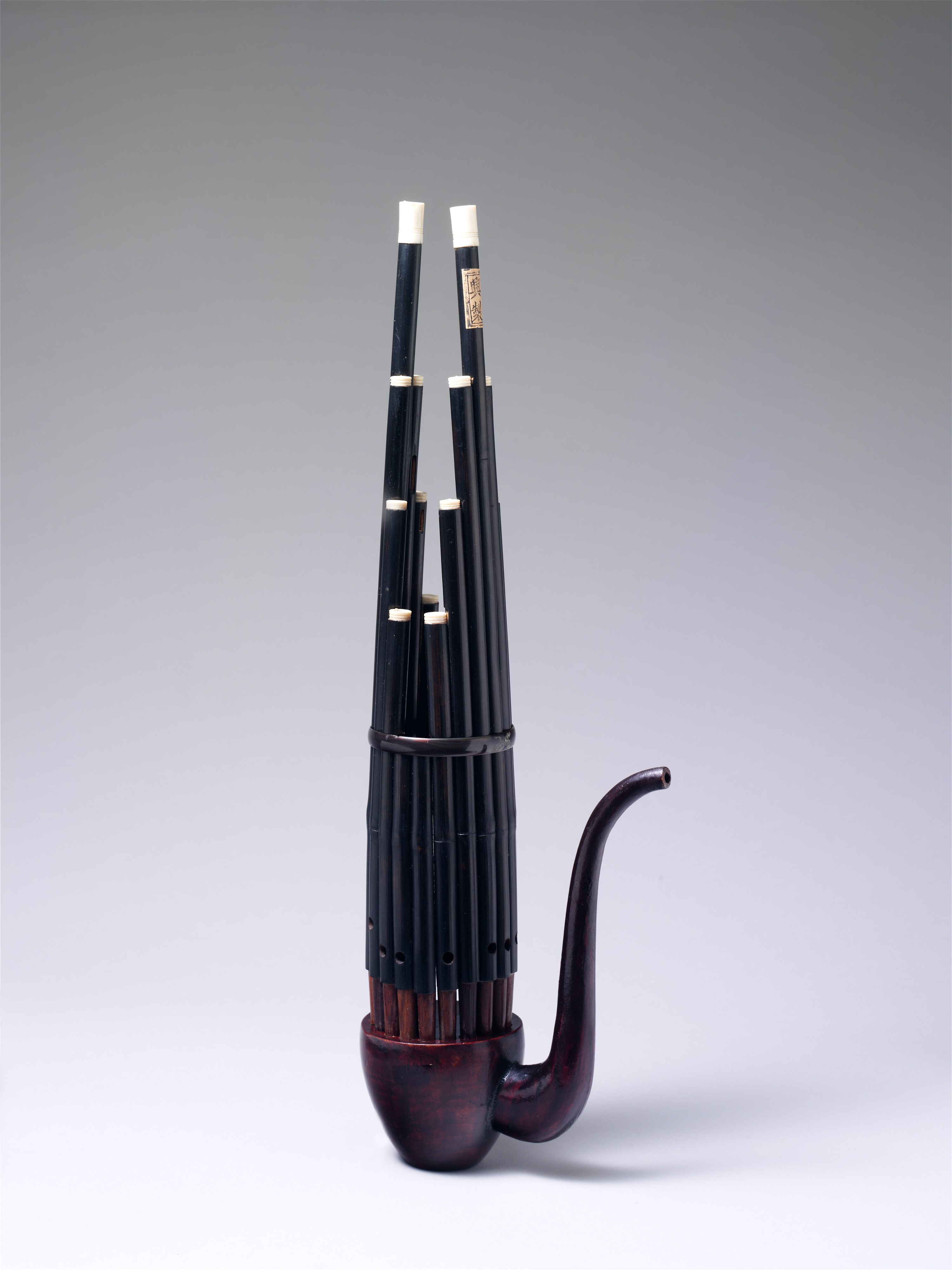
Sheng

Es tracta d'un instrument antiquíssim. Les primeres representacions pictòriques del sheng daten de 1100 abans de Crist, i encara es conserven instruments de la era Han (206 a.C - 220 d.C.). El sheng és l'iniciador de tota una família d'instruments de llengüeta lliure que inclou el sho japonès, el khene de Laos o, més tard, instruments occidentals com l'harmònica o l'acordió.

## Història
Les primeres referències al sheng les trobem a les inscripcions dels ossos oraculars de la dinastia Yin (que va acabar entre els segles xi i xii aC), i el Shih Ching (Llibre de les Odes) parla del seu ús comú abans de l'època de Confuci (550 aC). Des d'aquelles èpoques remotes l'instrument s'ha mantingut molt popular i apreciat dintre la noblesa xinesa, i ha anat evolucionant i sofisticant-se fins a arribar al sheng modern de 32 tubs.
Actualment l'instrument és molt emprat en molts gèneres de música tradicional xinesa, com per exemple l'òpera xinesa, i forma part de l'orquestra xinesa moderna.

## Acústica i interpretació
Cada un dels tubs del sheng conté una llengüeta metàl·lica que, al passar l'aire a través del tub, vibra en una freqüència determinada produint la nota desitjada. El sheng es pot fer sonar tant bufant com inhalant, el que permet produir un so gairebé continu, ja que no és necessari parar de tocar per agafar aire.